# Celso Golmayo de la Torriente
Celso Golmayo de la Torriente (La Habana, Cuba, 22 de enero de 1879 - Sevilla, España, 22 de enero de 1924) fue un ajedrecista.

## Familia
Celso Golmayo y su hermano, Manuel, nacieron en Cuba como consecuencia de encontrarse allí sus padres. Su padre, Celso Golmayo Zúpide, abogado, nacido en Logroño era a la sazón Fiscal del Tribunal Contencioso en La Habana. D. Celso Golmayo Zúpide fue el mayor impulsor del ajedrez en Cuba, y el primer campeón no oficial en aquel país. Sus hijos heredaron de su padre la afición por el ajedrez.

## Palmarés
Celsito Golmayo, a la edad de 18 años, ganó el campeonato de Cuba de 1897 en La Habana, después de vencer a Andrés Clemente Vázquez. En aquel torneo, Enrique Ostalaza quedó tercero; Juan Corzo, cuarto; y su hermano, Manuel Golmayo, quinto. Aquella victoria fue poco común, dado que en el siglo XIX rara vez ganaba un adolescente el campeonato nacional.
Después de la independencia de Cuba se traslada a España, por su profesión de militar, capitán de caballería, donde disputa, en Zaragoza en junio de 1918, un encuentro contra el campeón de Aragón, José Juncosa Molins, ganándole por el resultado 5-3 (+4 -2 =2).
Posteriormente fue subcampeón de España, en 1921 por detrás de su hermano Manuel Golmayo.